# Baquerín de Campos
Baquerín de Campos – gmina w Hiszpanii, w prowincji Palencia, w Kastylii i León, o powierzchni 22,11 km². W 2011 roku gmina liczyła 39 mieszkańców.